# Michal Hudák
Michal Hudák (* 27. června 1969 Prešov) je slovenský herec a moderátor.

## Životopis
Je rusínské národnosti. Základní školu i gymnázium absolvoval v ukrajinském jazyce. V dětství působil v rozhlase i v amatérském divadle. V době dospívání hrával i v Ukrajinském národnostním divadle v Prešově (dnešní Divadlo Alexandra Duchnoviče).
Rozhodl se pro studium herectví na VŠMU v Bratislavě. V roce 1987 úspěšně absolvoval přijímací pohovory, ale herectví nakonec odešel studovat na Kyjevský institut divadelního umění, kde studoval i jeho bratr Sergej. Po čtyřech letech se vrátil jako divadelní a filmový herec. Angažmá získal v Divadle Alexandra Duchnoviče v Prešově. Působil také v prešovském rádiu Flash.
V televizi se poprvé představil v soutěžním pořadu Slovenské televize Správný klíč a později v pořadu Vařím vaříš vaříme. V současnosti připravuje upoutávky pro televizi JOJ, pracuje v dabingu a čte komentáře k dokumentárním filmům. V televizi JOJ moderoval pořady Dívka za milion a reality show VyVolení. V RTVS moderoval pořady Fenomén a Fenomén Junior. Vystupuje také s country a bluegrassovou kapelou Žebráci, kde hraje na mandolíně. Je rozvedený, má syny Šimona a Huga a také dceru Evu.
Hrál v televizních seriálech Profesionálové a Panelák. V zábavné show Cena je správná nahradil moderátora Mateje Sajfu Cifry. V současnosti se často objevuje v pořadu Inkognito po boku dalšího přítele i Rusína Mariána Čekovského.

## Filmografie
- 2017 – Spievankovo a kráľovná[2]
- 2003 – Želary
- 1997 – Zdivočelá země